# Asociación Internacional de Boxeo (IBA)
La Asociación Internacional de Boxeo (IBA, por su sigla en inglés, International Boxing Association) es una organización internacional que se dedica a realizar periódicamente competiciones y eventos del boxeo aficionado. En junio de 2023, la organización fue expulsada del Comité Olímpico Internacional por controversias relacionadas con actos de corrupción e interferencia política. Desde 2020, el presidente de la organización es Umar Kremlev de Rusia.
Tiene su sede en Lausana (Suiza) y contaba en 2021 con la afiliación de 203 federaciones nacionales.

## Historia
La AIBA fue fundada el 24 de agosto de 1920 como la Federación Internacional de Boxeo Aficionado (FIBA) en Amberes (Bélgica) por las asociaciones nacionales de Inglaterra, Francia, Bélgica, Brasil y los Países Bajos. 
Debido a problemas organizativos durante la Segunda Guerra Mundial la Federación se disolvió, pero el 30 de noviembre de 1946 los representantes de 22 federaciones nacionales decidieron crear la AIBA, Asociación Internacional de Boxeo Amateur.
En 1974 se celebró el primer Campeonato Mundial de Boxeo en la ciudad de La Habana (Cuba) con la participación de 242 boxeadores de 45 federaciones nacionales.
El 12 de diciembre del 2020, Umar Nazarovich Kremlev fue elegido presidente de la Asociación Internacional de Boxeo (AIBA) al recibir el 57,33% de los votos. Ese mismo año, se inició el proceso de reformas en AIBA. Se crearon cinco nuevos comités: el Comité de Entrenadores, el de Campeones y Veteranos, el de Competiciones, el de Mujeres y el Comité Médico y Antidopaje. Durante el proceso de reformas, AIBA aumentó el número de categorías de peso en el boxeo amateur para hombres y mujeres a 13 y 12 respectivamente. El premio en metálico para los Campeonatos del Mundo se fijó en 100.000 dólares para el oro, 50.000 dólares para la plata y 25.000 dólares para el bronce. También se introdujo un programa de asistencia financiera a las federaciones nacionales.
El 13 de diciembre del 2020, AIBA adoptó una nueva constitución.
En el año 2021, István Kovács fue nombrado Secretario General de la oficina central de la AIBA. También este año, el profesor Ulrich Haas dirigió el Grupo de Reforma de Gobernanza Independiente de AIBA.
El 7 de abril del 2021, AIBA celebró un acuerdo de cooperación con Gazprom, como resultado del cual la empresa rusa recibió el estatus de patrocinador general de la organización.
El 28 de mayo del 2021, AIBA firmó un acuerdo con el Consejo Internacional del Deporte Militar (CISM). En el mismo año, la organización firmó un convenio con la Agencia Internacional de Pruebas (ITA).
Con el fin de revelar los hechos de manipulación de los resultados de las peleas en los Juegos de Río de Janeiro 2016, AIBA nombró al abogado canadiense profesor Richard McLaren, quien realizó una investigación.
En el año 2021, AIBA pagó todas las deudas, incluida la deuda de $ 10 millones con la empresa azerbaiyana Benkons LLC.

## Competencias
Desde el 11 de marzo de 2013, se crearon nuevas reglas del AIBA. Ahora existen tres tipos de competencias:
- AOB - AIBA Boxeo Abierto, anteriormente conocida como aficionada o boxeo olímpico, sigue siendo la principal competencia del AIBA
- APB - AIBA Boxeo Profesional, nueva liga profesional de boxeo, empezado desde el tercer trimestre de 2013
- WSB - Serie Mundial de Boxeo, torneo semiprofesional por equipos

## Eventos
- Campeonato Mundial de Boxeo

## Organización
La estructura jerárquica de la federación está conformada por el presidente, el Secretario General y los Vicepresidentes, el Congreso (efectuado cada dos años), el Cuerpo Ejecutivo y los Comités Técnicos.

### Presidentes
| N.º | Periodo     | Nombre                    | País                 |
| --- | ----------- | ------------------------- | -------------------- |
| 1   | 1946 – 1959 | Emile Grémaux             | Francia              |
| 2   | 1959 – 1974 | Rudyard Russell           | Reino Unido          |
| 3   | 1974 – 1979 | Nikolai Nikiforov-Denisov | Unión Soviética      |
| 4   | 1979 – 1986 | Don Hull                  | Estados Unidos       |
| 5   | 1986 – 2006 | Anwar Chowdhry            | Pakistán             |
| 6   | 2006 – 2017 | Wu Ching-Kuo              | Taiwán               |
| 7   | 2017 – 2019 | Rafur Rahimov             | Uzbekistán           |
| 8   | 2019 – 2020 | Mohamed Moustahsane       | Bandera de Marruecos |
| 9   | 2020 –      | Umar Kremlev              | Rusia                |

### Federaciones continentales
En 2021 la AIBA cuenta con la afiliación de 203 federaciones nacionales repartidas en 5 federaciones continentales:
| Nombre                                     | Siglas | Sede                      | N.º fed. | Pág. web                                                 |
| ------------------------------------------ | ------ | ------------------------- | -------- | -------------------------------------------------------- |
| Confederación Africana de Boxeo Aficionado | (CABA) | Lomé ( Togo)              | 47       | —                                                        |
| Confederación Americana de Boxeo           | (AMBC) | Buenos Aires ( Argentina) | 42       | —                                                        |
| Federación Asiática de Boxeo Aficionado    | (FAAB) | Tashkent ( Uzbekistán)    | 44       | —                                                        |
| Asociación Europea de Boxeo Aficionado     | (EABA) | Moscú ( Rusia)            | 50       | Archivado el 11 de noviembre de 2007 en Wayback Machine. |
| Asociación de Boxeo Aficionado de Oceanía  | (OABA) | Rarotonga ( Islas Cook)   | 13       | —                                                        |

### Federaciones nacionales
| África (CABA) | América (AMBC) | Asia (FAAB) | Europa (EABA) | Oceanía (OABA) |
| --- | --- | --- | --- | --- |
| Argelia · Angola · Benín · Botsuana · Burkina Faso · Burundi · Cabo Verde · Camerún · República Centroafricana · Chad · Comoras · República del Congo · República Democrática del Congo · Costa de Marfil · Egipto · Etiopía · Gabón · Gambia · Ghana · Guinea · Guinea Ecuatorial · Kenia · Lesoto · Libia · Madagascar · Mali · Marruecos · Mauritania · Mauricio · Mozambique · Namibia · Níger · Nigeria · Ruanda · Senegal · Seychelles · Sierra Leona · Somalia · Suazilandia · Sudáfrica · Sudán · Tanzania · Togo · Túnez · Uganda · Zambia · Zimbabue | Antigua y Barbuda · Antillas Neerlandesas · Argentina ( Archivado el 24 de enero de 2013 en Wayback Machine.) · Aruba · Bahamas · Barbados · Belice · Bermudas · Bolivia · Brasil · Islas Caimán · Canadá · Chile () · Colombia · Costa Rica · Cuba · Dominica · República Dominicana () · Ecuador · El Salvador · Estados Unidos () · Granada · Guatemala · Guyana · Haití · Honduras · Islas Vírgenes de los Estados Unidos · Islas Vírgenes Británicas · Jamaica · México () · Nicaragua · Panamá () · Paraguay · Perú · Puerto Rico · San Cristóbal y Nieves · San Vicente y las Granadinas · Santa Lucía · Surinam · Trinidad y Tobago · Uruguay · Venezuela | Afganistán · Arabia Saudita · Baréin · Bangladés · Brunéi · Bután · Camboya · China · Corea del Sur · Corea del Norte · Emiratos Árabes Unidos · Filipinas · Hong Kong · India · Indonesia · Irán · Irak · Japón · Jordania · Kazajistán · Kuwait · Kirguistán · Laos · Líbano · Macao · Malasia · Mongolia · Birmania · Nepal · Omán · Pakistán · Palestina · Catar · Singapur · Sri Lanka · Siria · Tailandia · China Taipéi · Tayikistán · Timor Oriental · Turkmenistán · Uzbekistán · Vietnam · Yemen | Albania · Alemania · Andorra · Armenia · Austria · Azerbaiyán · Bélgica · Bielorrusia · Bosnia y Herzegovina · Bulgaria · Chipre · Croacia · Dinamarca · Escocia · Eslovaquia · Eslovenia · España () · Estonia · Finlandia · Francia · Gales · Georgia · Grecia · Hungría · Inglaterra · Irlanda · Islandia · Israel · Italia · Kosovo · (Provisional) Letonia · Lituania · Luxemburgo · Macedonia del Norte · Malta · Moldavia · Mónaco · Montenegro · Noruega · Países Bajos · Polonia · Portugal · República Checa · Rumania · Rusia · San Marino · Serbia · Suecia · Suiza · Turquía · Ucrania | Australia · Islas Cook · Fiyi · Guam · Nauru · Nueva Zelanda · Papúa Nueva Guinea · Polinesia Francesa · Islas Salomón · Samoa · Samoa Americana · Tonga · Vanuatu |